# Cumberland Gap (Tennessee)
Cumberland Gap est une municipalité américaine située dans le comté de Claiborne au Tennessee.
Selon le recensement de 2010, Cumberland Gap compte 494 habitants. La municipalité s'étend sur 0,33 mille carré (0,85 km2).

## Histoire
Le bureau de poste local ouvre en 1803. Il doit son nom au Cumberland Gap, un col de montagne autrefois traversé par les colons pour rejoindre le sud ou l'ouest du pays. Dans les années 1880, le canadien Alexander Arthur et des investisseurs anglais font de Cumberland Gap une cité minière ; ils reconstruisent presque totalement la ville entre 1886 et 1891. Une grande partie du bourg est aujourd'hui inscrite au Registre national des lieux historiques.